# William Coffin (cortesão)
Sir William Coffin (1495-8 de dezembro de 1538 ) foi um cortesão na corte do rei Henrique VIII da Inglaterra. Ele foi um Cavalheiro da Câmara Privada do Rei Henrique VIII e Mestre do Cavalo da Rainha Jane Seymour. Ele foi eleito MP por Derbyshire em 1529.

## Origens
Ele nasceu por volta de 1495 na mansão ancestral de Portledge, na freguesia de Alwington em North Devon. Ele foi o filho mais novo de Richard Coffin (1456-1523)  de Alwington e Heanton Punchardon em North Devon, xerife de Devon em 1510, com sua primeira mulher Alice Gambon, filha de John Gambon de Moorstone em Devon.